# Xã Teutopolis, Quận Effingham, Illinois
Xã Teutopolis (tiếng Anh: Teutopolis Township) là một xã thuộc quận Effingham, tiểu bang Illinois, Hoa Kỳ. Năm 2010, dân số của xã này là 2.605 người.